# Unione Calcio Sampdoria
La Unione Calcio Sampdoria és un club de futbol del districte de Sampierdarena, a la ciutat de Gènova (Itàlia). Actualment milita a la Serie C, tercera divisió del futbol italià.

## Història
La U.C. Sampdoria va ser fundada el 12 d'agost de 1946 a partir de la fusió d'altres dos clubs, el Sampierdarenese i l'Andrea Doria.
Els orígens d'ambdós clubs els trobem al tombant de segle xix. El 1895 es funda la SG Andrea Doria. El 1897 es funda el FBC Pro Liguria. El 1901 es funda el SG Sampierdarenese. El 1919 s'uneixen Pro Liguria i SG Sampierdarenese sota el nom AC Sampierdarenese. El 1927 es produeix una nova fusió. Andrea Doria i Sampierdarenese es fusionaren sota el nom d'AC Dominante, que el 1930 es torna a fusionar amb un club petit, el Corniglianese, per formar el FBC Liguria. El 1931 es desfà la unió, creant-se el AC Andrea Doria i el AC Sampierdarenese. Aquest darrer, el 1937 es reanomenà com a AC Liguria, en unir-se a Rivarolese Nazionale Liguria i Polisportiva Corniglianese passant el 1945 de nou a Sampierdarenese. El 1944 torna a néixer el SG Andrea Doria i, finalment, després de mig segle de successives fusions, el 1946 s'uneix de nou a l'US Sampierdarenese creant la UC Sampdoria.

## Uniforme
El seu uniforme és representatiu dels dos clubs que el fundaren. Així el blau i el blanc són els colors de l'Andrea Doria i el vermell i el negre del Sampierdarenese.

## Rivalitat
El seu màxim rival ciutadà és el Genoa CFC i el derbi jugat entre els dos equips es coneix com a Derbi de la Llanterna.

## Palmarès
El club té un bon palmarès tot i no ser dels més brillants d'Itàlia. Com a títols més destacats cal esmentar l'scudetto de 1991, quatre Coppa Italia (1985, 1988, 1989 i 1994) i una Recopa d'Europa de futbol l'any 1990.
També fou finalista de la Copa d'Europa l'any 1992, però perdé la final davant del FC Barcelona.
- 1 Lliga italiana de futbol: 1990-91.
- 4 Copa italiana de futbol: 1984-85, 1987-88, 1988-89, 1993-94.
- 1 Recopa d'Europa de futbol: 1989-90.
- 1 Supercopa italiana de futbol: 1991.
- 2 Serie B: 1933-34 (quan era Sampierdarenese), 1966-67.
- 1 Trofeu Joan Gamper: 2012.

## Plantilla 2024-25
A 31 agost 2024
| N. | Pos. | Nac. | Jugador                                        |
| -- | ---- | --- | ---------------------------------------------- |
| 1  | POR  | [[Fitxer:Flag of Italy.svg\|23x15px\|border \|alt=Itàlia\|link=Selecció de futbol d'Itàlia\|{{#if:\|]]                            | Paolo Vismara (cedit per l'Atalanta BC)        |
| 3  | DEF  | [[Fitxer:Flag of Italy.svg\|23x15px\|border \|alt=Itàlia\|link=Selecció de futbol d'Itàlia\|{{#if:\|]]                            | Antonio Barreca                                |
| 4  | MIG  | [[Fitxer:Flag of England.svg\|23x15px\|border \|alt=Anglaterra\|link=Selecció de futbol d'Anglaterra\|{{#if:\|]]                  | Ronaldo Vieira (3r capità)                     |
| 5  | DEF  | [[Fitxer:Flag of Italy.svg\|23x15px\|border \|alt=Itàlia\|link=Selecció de futbol d'Itàlia\|{{#if:\|]]                            | Alessandro Pio Riccio                          |
| 6  | DEF  | [[Fitxer:Flag of Italy.svg\|23x15px\|border \|alt=Itàlia\|link=Selecció de futbol d'Itàlia\|{{#if:\|]]                            | Simone Romagnoli (cedit pel Frosinone)         |
| 7  | MIG  | [[Fitxer:Flag of Italy.svg\|23x15px\|border \|alt=Itàlia\|link=Selecció de futbol d'Itàlia\|{{#if:\|]]                            | Alessandro Bellemo (cedit pel Como 1907)       |
| 8  | MIG  | [[Fitxer:Flag of Italy.svg\|23x15px\|border \|alt=Itàlia\|link=Selecció de futbol d'Itàlia\|{{#if:\|]]                            | Matteo Ricci                                   |
| 9  | DAV  | [[Fitxer:Flag of Italy.svg\|23x15px\|border \|alt=Itàlia\|link=Selecció de futbol d'Itàlia\|{{#if:\|]]                            | Massimo Coda                                   |
| 10 | DAV  | [[Fitxer:Flag of Italy.svg\|23x15px\|border \|alt=Itàlia\|link=Selecció de futbol d'Itàlia\|{{#if:\|]]                            | Gennaro Tutino (cedit pel Cosenza)             |
| 11 | DAV  | [[Fitxer:Flag of Catalonia.svg\|23x15px\|border \|alt=Catalunya\|link=Selecció de futbol de Catalunya\|{{#if:\|]]                 | Estanis Pedrola                                |
| 14 | MIG  | [[Fitxer:Flag of Switzerland.svg\|23x16px\|border \|alt=Suïssa\|link=Selecció de futbol de Suïssa\|{{#if:\|]]                     | Pajtim Kasami                                  |
| 15 | MIG  | [[Fitxer:Flag of Nigeria.svg\|23x15px\|border \|alt=Nigèria\|link=Selecció de futbol de Nigèria\|{{#if:\|]]                       | Ebenezer Akinsanmiro (cedit pel Inter de Milà) |
| 16 | DAV  | [[Fitxer:Flag of Italy.svg\|23x15px\|border \|alt=Itàlia\|link=Selecció de futbol d'Itàlia\|{{#if:\|]]                            | Fabio Borini                                   |
| 17 | MIG  | [[Fitxer:Flag of the Netherlands.svg\|23x15px\|border \|alt=Països Baixos\|link=Selecció de futbol dels Països Baixos\|{{#if:\|]] | Melle Meulensteen                              |
| 18 | DEF  | [[Fitxer:Flag of Italy.svg\|23x15px\|border \|alt=Itàlia\|link=Selecció de futbol d'Itàlia\|{{#if:\|]]                            | Lorenzo Venuti                                 |

| N. | Pos. | Nac. | Jugador                                   |
| -- | ---- | --- | ----------------------------------------- |
| 20 | DAV  | [[Fitxer:Flag of Italy.svg\|23x15px\|border \|alt=Itàlia\|link=Selecció de futbol d'Itàlia\|{{#if:\|]]            | Antonino La Gumina                        |
| 21 | DEF  | [[Fitxer:Flag of Italy.svg\|23x15px\|border \|alt=Itàlia\|link=Selecció de futbol d'Itàlia\|{{#if:\|]]            | Simone Giordano                           |
| 22 | POR  | [[Fitxer:Flag of Italy.svg\|23x15px\|border \|alt=Itàlia\|link=Selecció de futbol d'Itàlia\|{{#if:\|]]            | Simone Ghidotti (cedit pel Como 1907)     |
| 23 | DEF  | [[Fitxer:Flag of Italy.svg\|23x15px\|border \|alt=Itàlia\|link=Selecció de futbol d'Itàlia\|{{#if:\|]]            | Fabio Depaoli (2n capità)                 |
| 24 | DEF  | [[Fitxer:Flag of Poland.svg\|23x15px\|border \|alt=Polònia\|link=Selecció de futbol de Polònia\|{{#if:\|]]        | Bartosz Bereszyński (capità)              |
| 25 | DEF  | [[Fitxer:Flag of Italy.svg\|23x15px\|border \|alt=Itàlia\|link=Selecció de futbol d'Itàlia\|{{#if:\|]]            | Alex Ferrari                              |
| 28 | MIG  | [[Fitxer:Flag of Catalonia.svg\|23x15px\|border \|alt=Catalunya\|link=Selecció de futbol de Catalunya\|{{#if:\|]] | Gerard Yepes                              |
| 29 | MIG  | [[Fitxer:Flag of Italy.svg\|23x15px\|border \|alt=Itàlia\|link=Selecció de futbol d'Itàlia\|{{#if:\|]]            | Stefano Girelli                           |
| 30 | POR  | [[Fitxer:Flag of Italy.svg\|23x15px\|border \|alt=Itàlia\|link=Selecció de futbol d'Itàlia\|{{#if:\|]]            | Nicola Ravaglia                           |
| 31 | DEF  | [[Fitxer:Flag of Croatia.svg\|23x15px\|border \|alt=Croàcia\|link=Selecció de futbol de Croàcia\|{{#if:\|]]       | Stipe Vulikić                             |
| 33 | POR  | [[Fitxer:Flag of Italy.svg\|23x15px\|border \|alt=Itàlia\|link=Selecció de futbol d'Itàlia\|{{#if:\|]]            | Marco Silvestri                           |
| 44 | DEF  | [[Fitxer:Flag of Cyprus.svg\|23x15px\|border \|alt=Xipre\|link=Selecció de futbol de Xipre\|{{#if:\|]]            | Nikolas Ioannou (cedit pel Como 1907)     |
| 72 | DEF  | [[Fitxer:Flag of Italy.svg\|23x15px\|border \|alt=Itàlia\|link=Selecció de futbol d'Itàlia\|{{#if:\|]]            | Davide Veroli (cedit pel Cagliari Calcio) |
| 80 | MIG  | [[Fitxer:Flag of Italy.svg\|23x15px\|border \|alt=Itàlia\|link=Selecció de futbol d'Itàlia\|{{#if:\|]]            | Leonardo Benedetti                        |
| 84 | DAV  | [[Fitxer:Flag of Italy.svg\|23x15px\|border \|alt=Itàlia\|link=Selecció de futbol d'Itàlia\|{{#if:\|]]            | Nikola Sekulov (cedit per la Juventus FC) |

## Jugadors destacats
Categoria principal: Futbolistes de l'UC Sampdoria
| - Alain Boghossian - Liam Brady - Hans-Peter Briegel - Sergio Brighenti - Toninho Cerezo - Enrico Chiesa - Ernesto Cucchiaroni - Trevor Francis - Ruud Gullit - Vladimir Jugović |  | - Christian Karembeu - Srečko Katanec - Jürgen Klinsmann - Marcello Lippi - Attilio Lombardo - Roberto Mancini - Siniša Mihajlović - Vincenzo Montella - Ariel Ortega - Gianluca Pagliuca |  | - David Platt - Clarence Seedorf - Giuseppe Signori - Graeme Souness - Luis Suárez - Juan Sebastián Verón - Gianluca Vialli - Pietro Vierchowod - Roberto Vieri - Walter Zenga |  |  |

## Entrenadors
- Giuseppe Galluzzi – 1946–1947
- Adolfo Baloncieri – 1947–1950
- Giuseppe Galluzzi – 1950
- Matteo Poggi, Alfredo Foni – 1950–1951
- Alfredo Foni – 1951–1952
- Matteo Poggi – 1952
- Ivo Fiorentini – 1952–1953
- Paolo Tabanelli – 1953–1955
- Lajos Czeizler – 1955–1956
- Pietro Rava – 1956–1957
- Ugo Amoretti – 1957
- William Dodgin – 1957–1958
- Adolfo Baloncieri – 1958
- Eraldo Monzeglio – 1958–1961
- Roberto Lerici – 1961–1963
- Ernst Ocwirk – 1963–1965
- Giuseppe Baldini – 1965–1966
- Fulvio Bernardini – 1966–1971
- Heriberto Herrera – 1971–1973
- Guido Vincenzi – 1973–1974
- Giulio Corsini – 1974–1975
- Eugenio Bersellini – 1975–1977
- Giorgio Canali – 1977–1978
- Lamberto Giorgis – 1978–1979
- Lauro Toneatto – 1979–1980
- Enzo Riccomini – 1980–1981
- Renzo Ulivieri – 1981–1984
- Eugenio Bersellini – 1984–1986
- Vujadin Boškov – 1986–1992
- Sven-Göran Eriksson – 1992–1997
- César Luis Menotti – 1997
- Vujadin Boškov – 1997–1998
- Luciano Spalletti – 1998
- David Platt, Giorgio Veneri – 1998–1999
- Luciano Spalletti – 1999
- Giampiero Ventura – 1999–2000
- Luigi Cagni – 2000–2001
- Gianfranco Bellotto – 2001–2002
- Walter Novellino – 2002–2007
- Walter Mazzarri – 2007–2009
- Luigi Delneri – 2009–2010
- Domenico Di Carlo – 2010–2011
- Alberto Cavasin – 2011
- Gianluca Atzori – 2011
- Giuseppe Iachini – 2011–2012
- Ciro Ferrara – 2012
- Delio Rossi – 2012–2013
- Siniša Mihajlović – 2013–2015
- Walter Zenga – 2015
- Vincenzo Montella – 2015–2016
- Marco Giampaolo – 2016–2019
- Eusebio Di Francesco – 2019
- Claudio Ranieri – 2019–2021
- Roberto D'Aversa – 2021–2022